# Episinus rhomboidalis
Episinus rhomboidalis är en spindelart som först beskrevs av Simon 1895.  Episinus rhomboidalis ingår i släktet Episinus och familjen klotspindlar. Inga underarter finns listade i Catalogue of Life.